# Grupo Antolin
Grupo Antolin este o companie spaniolă producătoare de componente auto. 
În anul 2013, compania avea afaceri globale de circa 2,7 miliarde euro și peste 14.000 de angajați.

## Grupo Antolin în România
Compania deține la Sibiu o fabrică preluată în anul 2011 de la grupul american CML Innovative Technologies.